# Општина Сакошу Турческ (Тимиш)
Сакошу Турческ (рум. Sacoşu Turcesc) општина је у Румунији у округу Тимиш.
Oпштина се налази на надморској висини од 96 m.